# Septimius Acindynus
Septimius Acindynus war ein spätantiker römischer Politiker des 4. Jahrhunderts.
Acindynus war Mitglied der senatorischen Aristokratie und vermutlich ein Sohn des Septimius Acindynus, praefectus urbi 293–295. Seine Karriere begann vermutlich mit dem Amt des Statthalters von Tuscien und Umbrien (corrector Tusciae et Umbriae), wie eine Inschrift aus Emerita Augusta (Spanien) belegt. Später wirkte er als Verwalter (vicarius) der Diözese Hispaniarum, einschließlich der nordafrikanischen Provinz Mauretania Tingitana (agens per Hispanias cum provincia Tingitana vice sacra cognoscens), wobei seine Amtszeit zwischen 317 und 337 datiert wird. 
Anschließend diente er von 338 bis 340 als praefectus praetorio Orientis. Augustinus von Hippo überliefert eine Anekdote, die sich vermutlich in Antiochia zugetragen hat: Ein Mann, den Acindynus zur Zahlung eines Pfunds Gold in die Staatskasse aufgefordert hatte, konnte dies nicht leisten und wurde inhaftiert. Um ihn zu befreien, ließ sich seine Frau von einem reichen Mann überreden, der ihr jedoch statt Gold nur Erde gab. Acindynus entdeckte den Betrug, zahlte das Gold selbst und schenkte der Frau das Feld, von dem die Erde stammte, um seine strenge Amtsführung zu kompensieren, die zu dieser Situation geführt hatte.
Im Jahr 340 erreichte Acindynus das ordentliche Konsulat neben Lucius Aradius Valerius Proculus.